# Davor Škerjanc
Davor Škerjanc (* 7. Januar 1986 in Postojna) ist ein ehemaliger slowenischer Fußballspieler.

## Sportlicher Werdegang
Škerjanc spielte in der Jugend für NK Jadran Hrpelje-Kozina, NK Factor Ježica, NK Primorje und NK Tabor Sežana, wo er im Erwachsenenbereich debütierte. 2005 kehrte der Mittelfeldspieler zu NK Primorje zurück und avancierte zum Stammspieler in der Slovenska Nogometna Liga. Am Ende der Spielzeit 2008/09 stieg er mit dem Klub als Tabellenschlusslicht in die Zweitklassigkeit ab, daraufhin nahm ihn der Erstligist NK Olimpija Ljubljana unter Vertrag. Anfang 2013 wechselte er für die Rückrunde zum Zweitligaaufsteiger NK Krka, mit dem er als Tabellendritter der Spielzeit 2012/13 den Sprung in die erste Liga schaffte.
Im Sommer 2013 wechselte Škerjanc jedoch ins Ausland, wo er sich zunächst dem griechischen Zweitligisten Ethnikos Gazoros in der Beta Ethniki anschloss. Im Sommer des folgenden Jahres ging er zum serbischen Klubs FK Voždovac in die SuperLiga, den er kurz nach Beginn der Spielzeit 2015/16 wieder in Richtung Slowenien verließ. Hier spiele er zunächst für den FC Koper, ab Januar 2016 lief er für den italienischen Klub US Triestina auf. Trotz des Aufstiegs des Klubs in die Serie C kehrte er abermals in den slowenischen Fußball zurück, wo er beim NK Tabor Sežana seine Karriere ausklingen ließ.
Škerjanc bestritt in seiner Karriere 233 Erstligaspiele in Slowenien, dabei erzielte er 27 Tore. Zudem lief er 24 Mal in der serbischen SuperLiga auf, dort gelangen ihm drei Treffer.